# Stipan Banović
Stipan Banović (Zaostrog, 6. ožujka 1884. – Napulj, 28. kolovoza 1961.), hrvatski folklorist i pisac.

## Životopis
Radio je kao učitelj u Dalmaciji te u zagrebačkoj Sveučilišnoj knjižnici i kao urednik u HIBZ-u. Pisao je pjesme, novele i putopise prožete domoljubljem i didaktičnim tonom. Za Maticu hrvatsku prikupio je zbirku od 7000 stihova iz rodnog kraja. Napisao je mnogo folklorističkih rasprava, osobito o epskoj poeziji. Bavio se književnim opusima Petra Preradovića, A. Palmovića, Silvija Strahimira Kranjčevića i Andrija Kačića Miošića. 